# فيكي بيترسون
فيكي بيترسون (بالإنجليزية: Vicki Pettersson)‏ (26 نوفمبر 1972، لاس فيغاس في الولايات المتحدة)؛ روائية أمريكية. درست في جامعة نيفادا، لاس فيغاس.